# Districte de Trachselwald

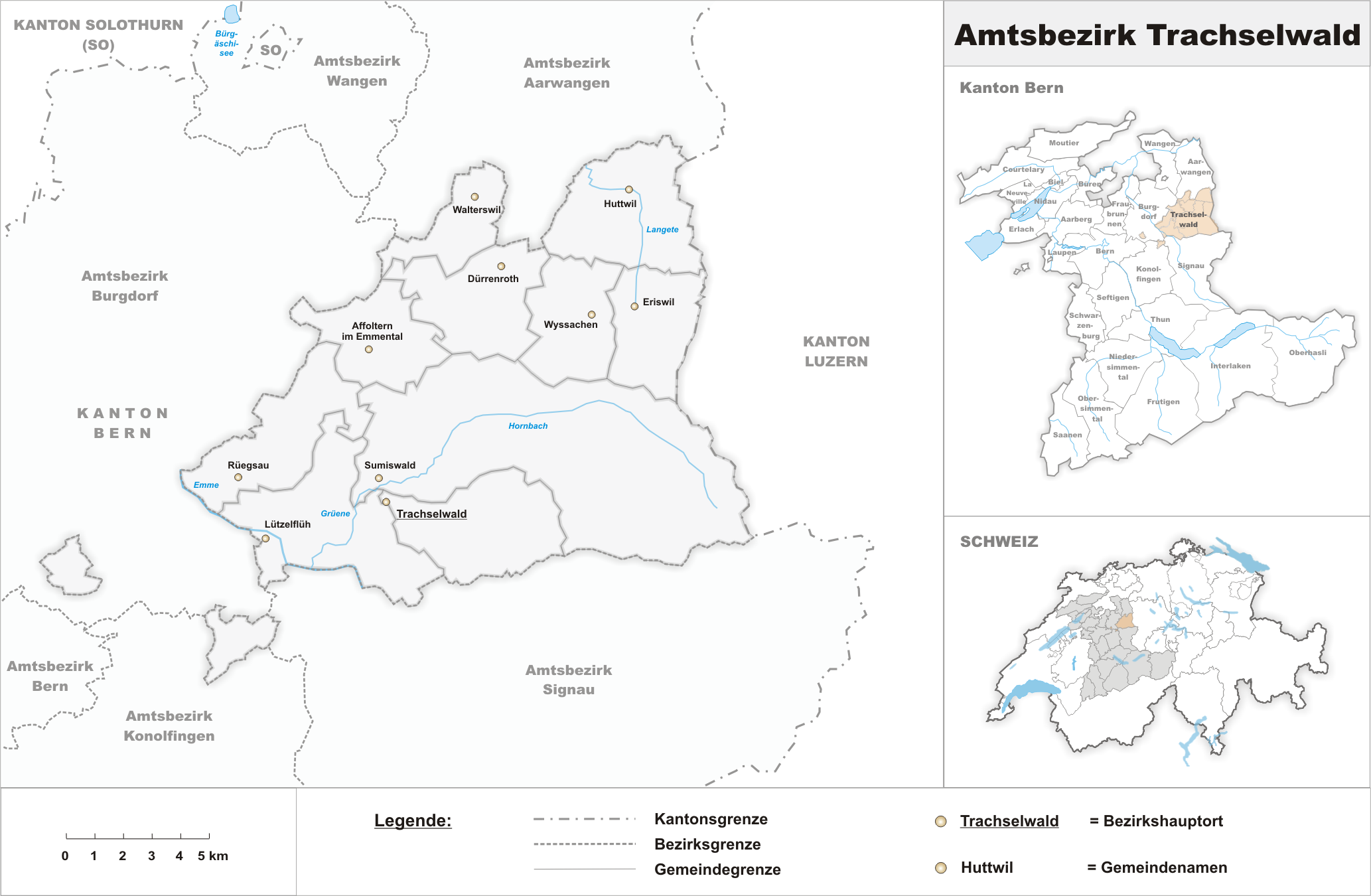
El districte de Trachselwald

El districte de Trachselwald és un dels 26 districtes del Cantó de Berna (Suïssa), té 23327 habitants (cens de 2007) i una superfície de 191 km². El cap del districte és Trachselwald està format per 10 municipis. Es tracta d'un districte amb l'alemany com a llengua oficial.

## Municipis
| Municipi              | Habitants (31. Dez. 2007) | Superfície en km² |
| --------------------- | ------------------------- | ----------------- |
| Affoltern im Emmental | 1151                      | 11.5              |
| Dürrenroth            | 1031                      | 14.1              |
| Eriswil               | 1431                      | 11.3              |
| Huttwil               | 4708                      | 17.3              |
| Lützelflüh            | 4077                      | 26.9              |
| Rüegsau               | 3051                      | 15.1              |
| Sumiswald             | 5076                      | 59.4              |
| Trachselwald          | 1049                      | 16.0              |
| Walterswil            | 560                       | 7.9               |
| Wyssachen             | 1193                      | 11.8              |
| Total (10)            | 23'327                    | 191.3             |